# Premium
Premium é uma categoria de serviços em que o usuário tem que pagar para usá-la, que convive com a categoria gratuita, e que passa a percepção de ser muito melhor que a gratuita, além do senso de raridade.
Serviços on-line podem ser jogos on-line, como MMORPG, Tibia, downloads e uploads em sites de hospedagem de arquivo, arquivos restritos para download de um site, hospedagem de sites, assinatura de serviços de streaming, entre outros.
Muitos serviços tornam as condições de uso precárias para usuários gratuitos e oferecem muitas ferramentas extras para quem paga, a fim de atrair o usuário para o serviço Premium. Nos sites de hospedagem de arquivo é comum colocar tempo de espera para download, captchas, tempo de espera para o próximo download e velocidade baixa só para fazer os usuários gratuitos pagarem premium. Em jogos on-line, eles oferecem muitas ferramentas novas e boas, além de mais facilidades, para os usuários que pagam, o que inclui armas e magias especiais. Este tipo de serviço também recebe críticas.